# Punxaflors emmascarat
El punxaflors emmascarat (Diglossa cyanea) és un ocell de la família dels tràupids (Thraupidae).

## Hàbitat i distribució
Habita la selva pluvial, zones arbustives, barrancs a les muntanyes de Colòmbia, als Andes, i oest i nord de Veneçuela, cap al sud, a través dels Andes de l'oest i est de Equador i Perú i centre i oest de Bolívia.